# کرنان شیپکا
کرنان برنن شیپکا (انگلیسی: Kiernan Brennan Shipka؛ زادهٔ ۱۰ نوامبر ۱۹۹۹) بازیگر سینما و صداپیشه اهل ایالات متحده آمریکا است؛ که بازیگری را با بازی در نقشی در سریال cast of heroes آغاز کرد. او بیشتر به خاطر بازی در نقش سابرینا اسپل‌من در سریال فانتزی ترسناک ماجراجویی‌های هراس‌انگیز سابرینا از شبکه نت‌فلیکس شناخته می‌شود. شیپکا همچنین در سریال مد من و فیلم خانه‌خراب و دختر طرفدار ظاهر شده‌است. او به همراه خانواده اش در شیکاگو زندگی می‌کرده اما برای اینکه بتواند در حرفه اش پیشرفت کند در سن ۶ سالگی به همراه خانواده اش به کالیفرنیا نقل مکان کرد.

## زندگی شخصی

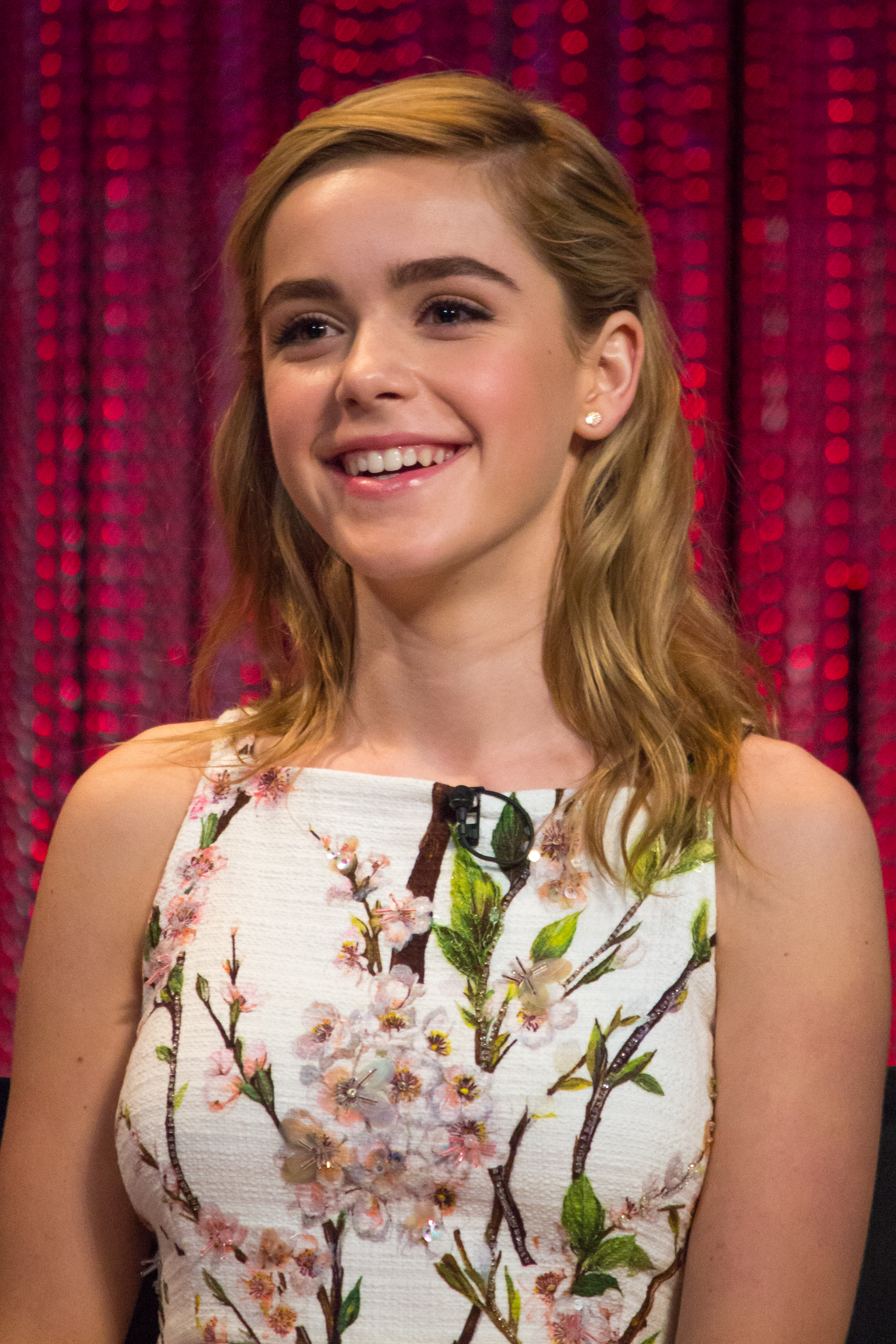
شیپکا در سال ۲۰۱۴

کرنان در شهر شیکاگو، ایالت ایلینوی به دنیا آمد. والدین او جان یانگ شیپکا، یک توسعه‌دهنده املاک و همسرش، ارین آن (با نام خانوادگی برنان) هستند. هنگامی که او شش ساله بود به همراه خانواده به لس آنجلس نقل مکان کرد تا بر روی حرفه بازیگری خود متمرکز شود. کرنام در ژوئن ۲۰۱۲ کمربند مشکی خود را در تکواندو دریافت کرد.

## فیلم‌شناسی

### فیلم
| سال  | عنوان                               | نقش                    | یادداشت‌ها         |
| ---- | ----------------------------------- | ---------------------- | ----------------- |
| ۲۰۰۷ | ابعاد                               | مالی                   |                   |
| ۲۰۰۸ | یادگیری پایین‌تر                     | سارا                   |                   |
| ۲۰۰۹ | داستان عروسک پارچه‌ای                | دختر                   | فیلم کوتاه        |
| ۲۰۰۹ | سرزمین گمشدگان                      | بچه تار پیتز           | ذکرنشده در تیتراژ |
| ۲۰۰۹ | حامل                                | جودی                   |                   |
| ۲۰۰۹ | خانه‌خراب                            | تامی تاوبر             |                   |
| ۲۰۱۰ | گربه‌ها و سگ‌ها: انتقام از کیتی گالور | دختر کوچک در زمین بازی |                   |
| ۲۰۱۰ | نمایش رایان و رندی                  | لالا لا لالا           | فیلم کوتاه        |
| ۲۰۱۰ | اسکویکی کلین                        | امیلی                  | فیلم کوتاه        |
| ۲۰۱۲ | اتاق خالی                           | ژولیت                  | فیلم کوتاه        |
| ۲۰۱۳ | دختران خیلی خوب                     | النور برگر             |                   |
| ۲۰۱۴ | لبه جنگل                            | آلیس                   | فیلم کوتاه        |
| ۲۰۱۵ | یک و دو                             | اوا                    |                   |
| ۲۰۱۵ | وقتی مارنی آنجا بود                 | مارنی (صدا)            | دوبله انگلیسی     |
| ۲۰۱۵ | فوریه                               | کت                     |                   |
| ۲۰۱۹ | سکوت                                | الی اندروز             |                   |
| ۲۰۱۹ | بگذار برف ببارد                     | آنجی                   |                   |
| ۲۰۲۲ | وایلدفلاور                          | بی جانسون              | [ ۱ ]             |
| ۲۰۲۳ | کاملاً آدم‌کش                         |                        |                   |
| ۲۰۲۴ | لنگ‌دراز                             |                        |                   |
| ۲۰۲۴ | رد وان                              |                        |                   |

### تلویزیون
| سال       | عنوان                          | نقش                                  | یادداشت‌ها                                     |
| --------- | ------------------------------ | ------------------------------------ | --------------------------------------------- |
| ۲۰۰۶      | مانک                           | دختر کوچولو                          | قسمت: «Mr. Monk Gets a New Shrink»            |
| ۲۰۰۶      | عصبانی‌ترین مرد در حومه شهر     | لولا                                 | فیلم تلویزیونی                                |
| ۲۰۰۷      | کوری در خانه                   | همکلاسی سوفی                         | قسمت: «Mall of Confusion»                     |
| ۲۰۰۷      | مد تی‌وی                        | کودک ناراحت                          | قسمت: «Madtv Ruined My Life»                  |
| ۲۰۰۷      | قهرمان‌ها                       | دختر کوچک در آتش                     | قسمت: «چهار ماه پیش»                          |
| ۲۰۰۷–۲۰۰۹ | جیمی کیمل لایو!                | مختلف                                | ۶ قسمت                                        |
| ۲۰۰۷–۲۰۱۵ | مد من                          | سالی دریپر                           | نقش تکرارشونده در فصل ۱–۳ نقش اصلی در فصل ۴–۷ |
| ۲۰۱۱      | اسموچ                          | زوئی کول                             | فیلم تلویزیونی                                |
| ۲۰۱۲      | به ج… آپارتمان ۲۳ اعتماد نکنید | خودش                                 | قسمت: «Parent Trap...»                        |
| ۲۰۱۲–۲۰۱۴ | افسانه کورا                    | جینورا (صدا)                         | نقش اصلی؛ ۲۵ قسمت                             |
| ۲۰۱۳–۲۰۱۸ | سوفیای یکم                     | اونا (صدا)                           | نقش تکرارشونده؛ ۳ قسمت                        |
| ۲۰۱۴      | گل در اتاق زیر شیروانی         | کتی دولانگانگر                       | فیلم تلویزیونی                                |
| ۲۰۱۵      | کیمی اشمیت شکست‌ناپذیر          | کیمی                                 | قسمت: «Kimmy Has A Birthday!»                 |
| ۲۰۱۵      | دختر طرفدار                    | تلوله «لو» فارو                      | فیلم تلویزیونی                                |
| ۲۰۱۷      | دشمنی: بته و جوآن              | بی.دی. هیمن                          | نقش تکرارشونده؛ ۵ قسمت                        |
| ۲۰۱۷      | بابای آمریکایی!                | دانش‌آموز (صدا)                       | قسمت: «The Witches of Langley»                |
| ۲۰۱۷      | فمیلی گای                      | مگ قلدر شماره ۳ / چیرلیدر (صدا)      | قسمت: «The Peter Principal»                   |
| ۲۰۱۷      | نئو یوکیو                      | هلنیست (صدا)                         | قسمت: «O, the Helenists»                      |
| ۲۰۱۸–۲۰۲۰ | ماجراجویی‌های هراس‌انگیز سابرینا | سابرینا اسپل‌من و سابرینا مورنینگ‌ستار | نقش اصلی، ۳۶ قسمت                             |
| ۲۰۲۱–۲۰۲۲ | ریوردیل                        | سابرینا اسپل‌من و سابرینا مورنینگ‌ستار | مهمان ویژه؛ ۲ قسمت                            |
| ۲۰۲۲      | شنا با کوسه‌ها                  | لو سیمز                              | نقش اصلی؛ ۶ قسمت                              |
| ۲۰۲۳      | لوله‌کش‌های کاخ سفید             | کیوان هانت                           |                                               |

### موزیک ویدئو
| سال  | عنوان                | هنرمند                | نقش            | منبع        |
| ---- | -------------------- | --------------------- | -------------- | ----------- |
| ۲۰۱۳ | «We Rise Like Smoke» | کایلر انگلند          | کایلر جوان     |             |
| ۲۰۲۰ | «Straight to Hell»   | کرنان شیپکا و LVCRAFT | سابرینا اسپلمن | [ ۲ ] [ ۳ ] |

### بازی‌های ویدئویی
| سال  | عنوان                    | نقش صدا      |
| ---- | ------------------------ | ------------ |
| ۲۰۱۴ | افسانه کوررا             | جینورا       |
| ۲۰۱۶ | آکادمی انتقام‌جویان مارول | اسپایدر وومن |